# John Oliver
John William Oliver (Birmingham, Anglaterra, 23 d'abril de 1977) és un còmic britànic, satíric polític i actor. És famós als Estats Units pel seu treball a The Daily Show with Jon Stewart, el podcast de comèdia satírica The Bugle i per presentar John Oliver's New York Stand-Up Show a Comedy Central. Oliver va deixar The Daily Show a finals del 2013 i va començar a presentarLast Week Tonight with John Oliver a l'HBO el 27 d'abril de 2014. A la Gran Bretanya és conegut per les seves aparicions a Mock the Week.
També és conegut pel paper de professor Ian Duncan a la sèrie Community. Ha treballat amb Andy Zaltzman; el seu treball inclou sèries com Political Animal, The Department, i The Bugle. L'any 2013, Oliver va ser el convidat de The Daily Show durant vuit setmanes. Actualment Oliver és un resident permanent dels Estats Units i viu a Nova York.

## Biografia
Oliver va néixer a Erdington, un suburbi de Birmingham, i va ser educat a Bedford en el Mark Rutherford School. És fill de Carole, una professora de música, i Jim Oliver, director d'escola i treballador social, tots dos fills de Liverpool. El seu oncle era el compositor Stephen Oliver, i el seu rebesavi era William Boyd Carpenter, Bisbe de Ripon i capellà de la cort de la Reina Victoria. A final dels 90, Oliver era membre de Footlights, un grup còmic dirigit per estudiants de la Universitat de Cambridge, amb contemporanis incloent a David Mitchell i Richard Ayoade. El 1997, era el vicepresident del grup. El 1998, es va graduar pel Christ's College, on es va especialitzar en anglès.
Oliver viu a Nova York amb la seva esposa Kate Norley, una veterana de la Guerra de l'Iraq que va servir com a metge de l'Exercit dels Estats Units. Oliver va dir que es van conèixer en la Convenció Nacional Republicana de 2008; ell estava fent una nota pel The Daily Show i Norley estava fent campanya amb Vets for Freedom. Ella i altres veterans van amagar a Oliver, a la resta de corresponsals, i a l'operador de càmera de la seguretat. Els dos es van casar l'octubre de 2011. HBO va anunciar que el 12 de novembre de 2015 la parella havia tingut un fill anomenat Hudson, sense especificar la data del seu naixement.

## Filmografia
- 2008: The Love Guru
- 2011: Els barrufets (veu)
- 2013: Els barrufets 2 (veu)
- 2019: El parc màgic (Wonder Park) (veu)

## Televisió
- The Daily Show (2007-2013)
- Community (2009-present)
- Last Week Tonight with John Oliver (2014-present)

## Premis i nominacions

### Premis
- 2009: Primetime Emmy al millor guió en sèrie de varietats per The Daily Show
- 2011: Primetime Emmy al millor guió en sèrie de varietats per The Daily Show
- 2012: Primetime Emmy al millor guió en sèrie de varietats per The Daily Show

### Nominacions
- 2008: Primetime Emmy al millor guió en sèrie de varietats per The Daily Show
- 2010: Primetime Emmy al millor guió en sèrie de varietats per The Daily Show
- 2013: Primetime Emmy al millor guió en sèrie de varietats per The Daily Show
- 2014: Primetime Emmy al millor guió en sèrie de varietats per The Daily Show